# (31058) 1996 TA5
1996 تي أي 5 (ويعرف أيضًا باسم (31058) 1996 تي أي 5 وفق تسمية الكوكب الصغير) (بالإنجليزية: 1996 TA5)‏ هو كويكب ضمن حزام الكويكبات؛ وترتيبه 31058 من حيث الاكتشاف.
اكتُشف هذا الجُرم الفلكي بواسطة Dennis di Cicco ‏ في 8 أكتوبر 1996.

## وصلات خارجية
- (31058) 1996 TA5 في قاعدة بيانات مختبر الدفع النفاث لأجرام النظام الشمسي الصغيرة

- الاكتشاف · مخطط المدار ·  العناصر المدارية · المعلمات المادية

- (31058) 1996 TA5 على موقع ويكي سكاي: DSS2, SDSS, GALEX, IRAS, Hydrogen α, X-Ray, Astrophoto, Sky Map, Articles and images